# Bijstandseenheid
De Bijstandseenheid (afgekort BE) is een soort oproerpolitie van de Koninklijke Marechaussee (onderdeel van de Nederlandse krijgsmacht). De BE is toegespitst op het handhaven van de orde bij gecompliceerdere situaties dan waar de Mobiele Eenheid (onderdeel van de Nederlandse politie) mee te maken krijgt. Men moet dan denken aan rellen waarbij vuurwapens worden gebruikt of wanneer krakers zich verschanst hebben in een gebouw en er om een meer gespecialiseerde aanpak wordt gevraagd dan de ME gewend is. Na een testperiode werd de BE volledig operationeel in 2006.

## Inzet
De BE werd onder andere ingezet bij de boerenprotesten en klimaatacties in 2020 en de ongeregeldheden rondom de invoer van de avondklok begin dat jaar. Mede daardoor kreeg de BE meer geld toebedeeld. Daarbij startte het in 2022 een opleiding waar honderd militairen worden opgeleid tot BE'er.

### Avondklokrellen
In vrijwel heel Nederland heeft de BE bijstand geboden waar de politie tekortschoot. Dit gebeurde onder andere in de omgeving van Rotterdam en in Urk, Venlo, Den Bosch, Eindhoven, Breda en Stein. Tijdens de inzet werden niet alleen demonstraties en rellen uiteengedreven, in Venlo beveiligde de BE een GGD-teststraat na bedreigingen.

### Boerenprotesten Schiphol
Tijdens boerenprotesten dreigden boeren blokkades en ordeverstoringen te veroorzaken op en rond de luchthaven Schiphol. Om dat tegen te gaan, werd de BE op Schiphol Plaza gestationeerd om zo nodig direct uit te rukken.
In Den Haag werd door middel van shovels een boerencolonne tegengehouden, zodat deze het Malieveld niet kon bereiken.

## Materieel
De leden van de Bijstandseenheid hebben meestal dezelfde taak als de Mobiele Eenheid en een vergelijkbare uitrusting. Het belangrijkste verschil is dat de BE ook kan worden uitgerust voor inzet tegen heviger geweld en complexere situaties. Voor dergelijke scenario's heeft de BE de beschikking over lichte machinegeweren en specialistische wapens, zoals de Heckler & Koch MP5 en de FN MAG.

#### Voertuigen
Anders dan de ME heeft de BE ook de beschikking over shovels en pantservoertuigen.

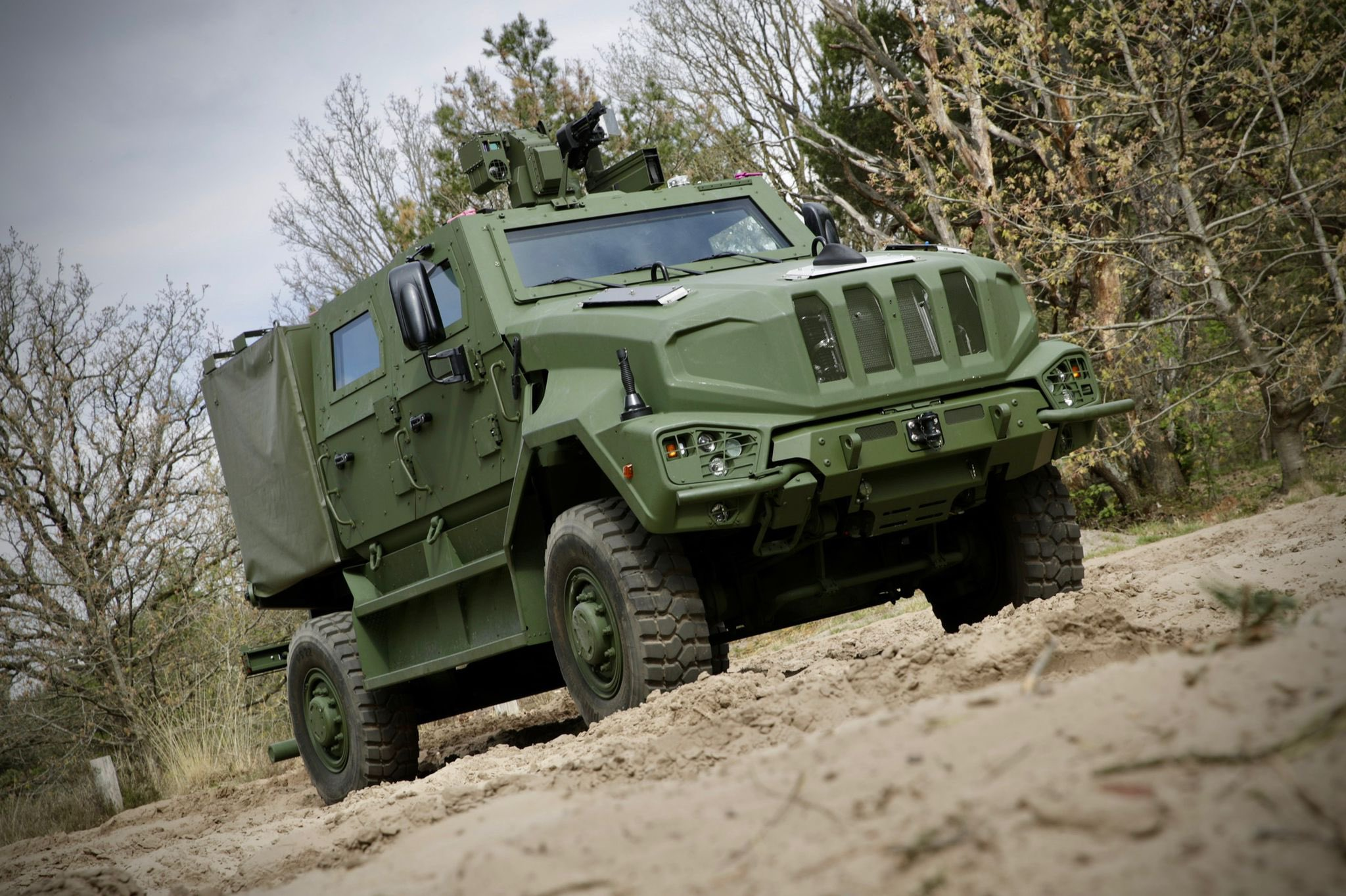
Prototype Iveco Manticore MTV

| Voertuig                       | Afbeelding | Notities |
| ------------------------------ | ---------- | --- |
| YPR-765                        |            | De KMar-uitvoering van de YPR-765 is blauw geschilderd en mist de "boeggolfkeerplaat" die bij de andere uitvoeringen wordt gebruikt bij amfibisch gebruik. Wel beschikten enige KMar YPR's over een dozerblad voor het opruimen van versperringen (bijv. bij rellen). De YPR is met een dozerblad of ram niet meer amfibisch. Het voertuig kan worden voorzien van een 7,62mm-mitrailleur. Er bestaat ook een speciale versie voor het bestormen van gekaapte vliegtuigen: de YPR-765 AAV (Aircraft Assault Vehicle). De YPR-765 wordt met de komst van de Iveco Manticore langzaam uitgefaseerd er daardoor vervangen. |
| Mercedes-Benz Sprinter 315 CDI |            | De Sprinter is speciaal ingericht voor de bijstandseenheden van de KMar. Het voertuig wordt gebruikt voor de verplaatsing van militairen naar gebieden waar geweld wordt gepleegd. Naast een uitvoering bedoeld voor vervoer beschikt de KMar over commandovoertuigen, ondersteuningscommandovoertuigen en arrestantenvoertuigen. |
| Werklust-shovel                |            | De Werklust-shovel is te gebruiken bij het doorbreken van barricades en of het blokkeren van wegen tijdens rellen of oproer. |

## Gebruik BE

#### BE, BBE
Vaak wordt er de begrijpelijke vergissing gemaakt dat de Bijzondere Bijstandseenheid (BBE) de BE is en vice versa. Het verschil is dat de BBE toegespitst is op contraterroristische acties die gepaard gaan met een hoge dreiging en veel (eventueel dodelijk) geweld en dat de BE lager in het zogenaamde "geweldsspectrum" zit, met andere woorden, de dreiging is minder groot en de mate van toegepast geweld is lager.

#### BE en LBO
De Landelijke Bijstand Organisatie is een speciale eenheid binnen de Koninklijke Marechaussee die zowel in het binnenland als buiten de landsgrenzen internationaal snel en adequaat wordt ingezet in een breed scala aan taken waarbij de essentie ligt op het controleren en (zoveel mogelijk) beheersen van de openbare orde. De militairen behorend tot deze gespecialiseerde eenheid hebben als neventaak alle bevoegdheden toegekend aan de Bijzondere Eenheid (BE).